# Chance (Manfred Mann's Earth Band)
Albums de Manfred Mann's Earth Band
Angel Station
(1979) Somewhere in Afrika
(1983)
Singles
1. Lies (Through the 80's)
Sortie : 29 août 1979
2. For You
Sortie : 9 janvier 1981

Chance est le dixième album du groupe de rock progressif anglais Manfred Mann's Earth Band. Il sort le 10 octobre 1981 sur le label Bronze Records (Warner Bros. pour les États-Unis) et a été produit par Manfred Mann et Trevor Rabin.

## Historique
Cet album est en partie enregistré dans le studio personnel de Manfred Mann, The Workhouse à Londres et au Portugal dans les studio Casa das Flores à Albufeira. Petits changements dans la composition du groupe, le batteur Geoff Britton cède sa place à John Lingwood et le guitariste , membre fondateur du groupe en 1971, Mick Rogers fait temporairement son retour. On note aussi le retour du chanteur guitariste, Chris Thompson, qui avait quitté le groupe après la sortie de l'album précédent pour se lancer dans une carrière en solo.
L'enregistrement s'étale sur plus d'un an, entre mai 1979 et juillet 1980. L'enregistrement est assez compliqué, le groupe passant notamment énormément de temps à travailler sur des titres qui ne sont finalement pas retenus sur l'album.
Cet album se classe à la 87e place du Billboard 200 aux États-Unis mais n'entre pas dans les classements des charts britanniques. Il se classe à la 4e place en Suisse et à la 6e en Norvège. En Allemagne, il atteint la 11e place et restera classé pendant 41 semaines.
La chanson For You est remixée en 2005 par The Disco Boys (feat.Manfred Mann's EarthBand) un duo de DJ allemands. Sa sortie en single reste classée 93 semaines pour une meilleure 17e place dans les charts allemands et est certifiée disque de platine en 2010 .

## Liste des titres

### Face 1
| No | Titre                   | Auteur                                    | Chant          | Durée |
| -- | ----------------------- | ----------------------------------------- | -------------- | ----- |
| 1. | Lies (Through the 80's) | Denny Newman                              | Chris Thompson | 4:37  |
| 2. | On the Run              | Manfred Mann, Tony Ashton, Florrie Palmer | Thompson       | 3:53  |
| 3. | For You                 | Bruce Springsteen                         | Thompson       | 5:41  |
| 4. | Adolescent Dream        | Mann                                      | Mann           | 2:42  |
| 5. | Fritz the Blank         | Mann                                      | Instrumental   | 2:52  |

### Face 2
| No | Titre                 | Auteur           | Chant           | Durée |
| -- | --------------------- | ---------------- | --------------- | ----- |
| 6. | Stranded              | Mann, Mike Heron | Peter Marsh     | 5:49  |
| 7. | Hello I Am Your Heart | Dennis Linde     | Steve Waller    | 5:19  |
| 8. | No Guarantee          | Mann             | Dyan Birch      | 3:50  |
| 9. | Heart On the Street   | Tom Gray         | Willy Finlayson | 4:56  |

### Titres bonus de la réédition 1999
| No  | Titre                                    | Auteur                                      | Durée |
| --- | ---------------------------------------- | ------------------------------------------- | ----- |
| 10. | A Fool I Am (Face B du single For You)   | Mann, Pat King, John Lingwood, Steve Waller | 4:16  |
| 11. | Adolescent Dream (Single version)        | Mann                                        | 2:24  |
| 12. | Lies (Through the 80's) (Single version) | Newman                                      | 4:15  |
| 13. | For You (Single version)                 | Springsteen                                 | 3:53  |

## Musiciens
MMEB
- Manfred Mann - orgue, piano, synthétiseur, chant sur "Adolescent Dream"
- Mick Rogers - guitares
- Steve Waller - guitares, chant sur "This Is Your Heart"
- Pat King - basse, pédales basse Taurus Moog
- John Lingwood - batterie

Musiciens additionnels
- Chris Thompson - chant sur "Lies Through The 80s", "On The Run", et "For You"
- Dyan Birch - chant sur "No Guarantee"
- Willy Finlayson - chant sur "Heart On The Street"
- Peter Marsh - chant sur "Stranded"
- Trevor Rabin - guitares, production
- Robbie McIntosh - guitares
- Geoff Whitehorn - guitares
- Carol Stocker - chœurs
- Barbara Thompson - saxophone

## Charts
Album
| Pays       | Durée du classement | Meilleur classement |
| ---------- | ------------------- | ------------------- |
| Allemagne  | 41 semaines         | 11e                 |
| Autriche   | 10 semaines         | 12e                 |
| Canada     | 8 semaines          | 23e                 |
| États-Unis | 16 semaines         | 87e                 |
| Norvège    | 18 semaines         | 6e                  |
| Suède      | 3 semaines          | 13e                 |
| Suisse     | 7 semaines          | 4e                  |

Singles
| Année | Single                    | Chart                  | Durée du classement | Position |
| ----- | ------------------------- | ---------------------- | ------------------- | -------- |
| 1980  | "For You"                 | Mainstream Rock Tracks | 5 semaines          | 15e      |
| 1980  | "Lies (Through the 80's)" | Mega Top 50            | 4 semaines          | 26e      |